# 미치 그래시
미첼 코비 마이클 그래시(영어: Mitchell Coby Michael Grassi, 1992년 7월 24일 ~ )는 미국의 가수이다. 현재 펜타토닉스의 일원으로 활동하고 있다. 펜타토닉스의 일원인 스콧 호잉과 함께 유튜브 채널 Superfruit을 운영한다.